# Hôtel de ville de Dakar
L’hôtel de ville de Dakar, est un bâtiment de Style néo-classique français, construit en 1910, qui héberge les institutions municipales de Dakar depuis 1914.
Ce bâtiment historique, situé en plein cœur de la capitale sénégalaise, est un exemple de l'architecture coloniale française.

## Situation et accès
Il est situé sur l'Avenue Léopold Sédar Senghor, en plein centre-ville de Dakar.
Ce site est desservi par plusieurs lignes de transport en commun, notamment les Dem Dikk, les taxis urbains circulant dans le quartier du Plateau. Il se trouve aussi à proximité du port et de la gare.

## Historique
Le maire de Dakar Émile Germain Masson est à l’origine de la construction de l'hôtel de ville qui s'achève en 1914, à l'aube de la Première Guerre mondiale.
Le bâtiment a connu trois phases importantes de rénovation depuis 1914, les premiers travaux ont été réalisés en 1963, suivis d'une deuxième intervention en 1965. La troisième, la plus récente a eu lieu en 2021, sous le mandat de la mairesse Soham El Wardini, avec une volonté de modernisation et de mise aux normes sécuritaire et sanitaires, à la suite de nombreuses inondations. Tous les matériaux utilisés dans la réhabilitation ont été d’origine locale, et s'inscrivait dans l'optique de « réhabiliter le centre historique de Dakar », la rénovation a eu un coût de 800 millions de francs CFA, financés par la ville.

## Jardin

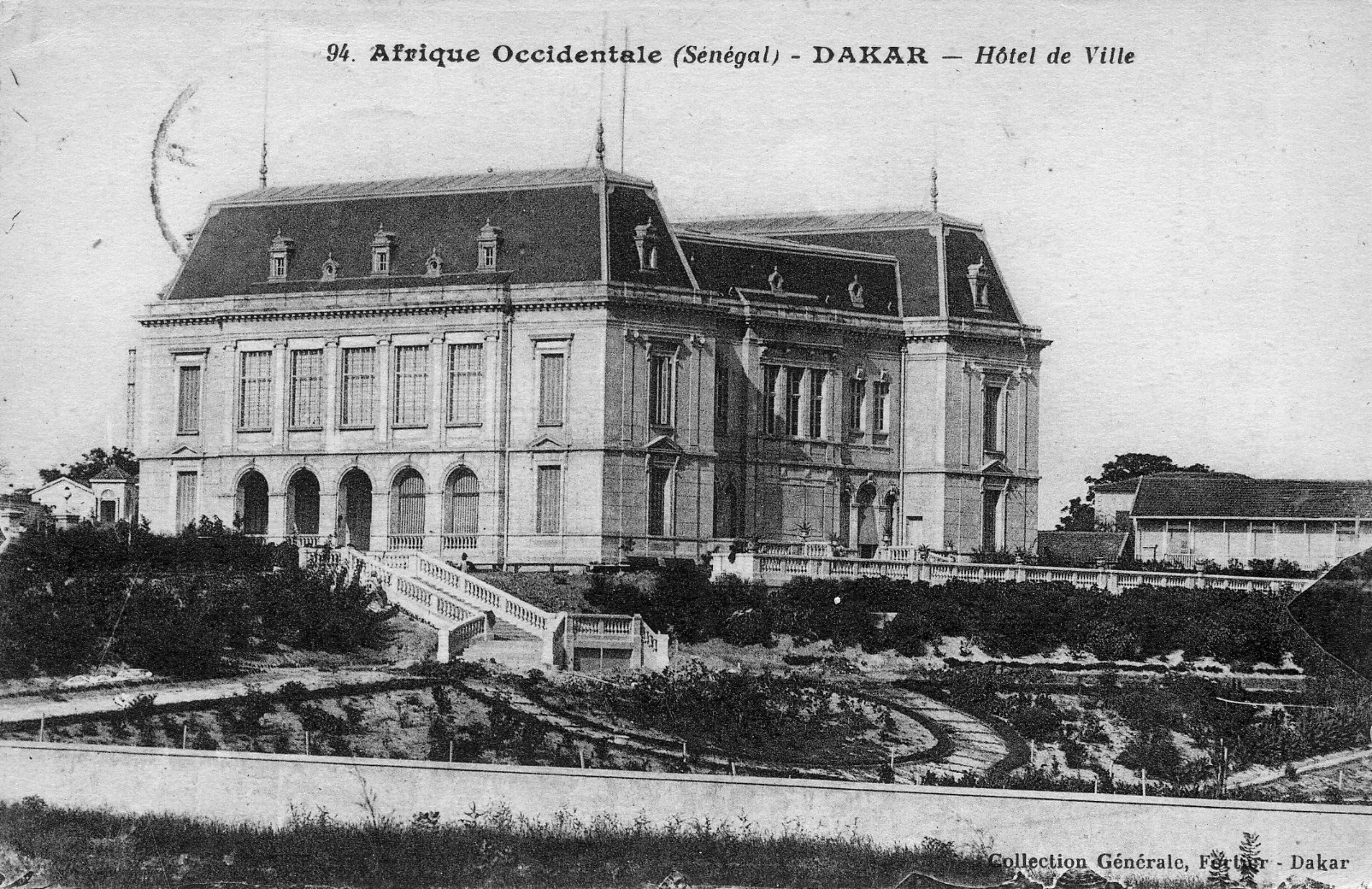
L'hôtel de ville et son jardin au début du XX.